# Comité de recherche et d'information indépendantes sur le génie génétique
Le Comité de recherche et d'information indépendantes sur le génie génétique (Criigen) est une association française. Se voulant indépendante des producteurs d'OGM, elle se propose d'intervenir pour les citoyens, entreprises, associations, groupements, syndicats au niveau juridique, scientifique (santé, environnement), sociologique, technique (étiquetage), notamment pour des dosages d'OGM ainsi qu'au niveau économique.

## Histoire
Le Criigen est une association fondée le 1er juin 1999 par Corinne Lepage, ancienne ministre de l'Environnement et les professeurs Gilles-Éric Séralini, également président du conseil scientifique, et Jean-Marie Pelt, qui en est secrétaire général jusqu'en 2015.
En 2018, avec seize autres organisations, le Criigen crée la Maison des lanceurs d'alerte, dont le but est d'accompagner et d'améliorer la protection des lanceurs d'alerte. L'organisation siège au conseil d'administration.
Il est actuellement présidé par Joël Spiroux de Vendômois, médecin généraliste, spécialiste en médecine environnementale, membre du pôle Risques, Qualité et Environnement durable, pôle pluridisciplinaire de la Maison de la recherche en sciences humaines de l'université de Caen-Normandie.
Le vice-président est Christian Vélot, enseignant-chercheur en génétique et microbiologie (HDR) à l'université Paris-Sud et ancien conseiller régional EELV d'Île-de-France.

## Engagements, débats scientifiques et polémiques

### Études et financement
Le Criigen a participé à,,,,,, ou financé,, la réalisation d'études sur la possible toxicité d'OGM disponibles sur le marché, ou de l'herbicide Roundup contenant le glyphosate, auquel les OGM dits « Roundup ready » sont tolérants.
Certaines études du Criigen ont reçu des crédits de groupes tels que Auchan ou Carrefour (qui ne siège plus au conseil d'administration depuis 2010) et ont contribué au financement de recherches sur l’alimentation, dont une étude concluant à la toxicité des OGM,.

### Maïs MON 863
En 2007, le Criigen suscite une polémique autour du maïs génétiquement modifié MON 863 de Monsanto en publiant une étude qui conclut à la probable nocivité de ce maïs.

### Maïs NK 603
En 2012, le comité apporte son soutien à l'étude, désormais rétractée, menée par Gilles-Éric Séralini et al. (2012) qui publient une étude sur le maïs NK 603 dans la revue Food and Chemical Toxicology. Cette expérimentation remet en question la précédente étude menée par Hamond et al. (2004).
Après une seconde revue par les pairs, cet article est retiré aux motifs d'une taille insuffisante des échantillons comparés (insuffisante pour conclure définitivement en un rôle du glyphosate ou du maïs sélectionné) et du risque connu de tumeur chez le rat Sprague-Dawley (lignée utilisée pour l'expérience et dont les tumeurs développées semblent normales). Pour ces raisons, ces résultats n'atteignent pas le seuil de toxicologie alimentaire requis pour être publiés dans la revue.
De nombreuses études dans le monde remettent en cause l'étude de Gilles-Éric Seralini,,.
Le 6 novembre 2015, Jean-Claude Jaillette et le magazine Marianne, qui avaient parlé de « fraude scientifique » à propos de cette étude, sont toutefois condamnés pour diffamation envers un fonctionnaire public et diffamation publique envers les chercheurs de l'équipe de Gilles-Éric Séralini et le Criigen par le tribunal de grande instance de Paris.

### Roundup Pro 360
La justice est saisie en mai 2017 par le Criigen. Le mardi 15 janvier 2019, le tribunal administratif de Lyon annule l’autorisation de mise sur le marché du Roundup Pro 360, délivrée en mars 2017 par l’Agence nationale de sécurité sanitaire de l'alimentation, de l'environnement et du travail (Anses). Le 29 juin 2021, la cour administrative d'appel confirme cette annulation.

### Covid-19
Le Criigen publie sur son site une tribune d'un de ses membres, le professeur de biochimie Jean-Paul Bourdineaud, qui nie la gravité de la pandémie de Covid-19, sur la base d'arguments faux ou trompeurs.
Le Criigen publie également une « note d'expertise » et une vidéo de Christian Vélot, qui critiquent les vaccins à ARN sur la base d'un argumentaire jugé invalide par les spécialistes du sujet,.

### Autres produits phytopharmaceutiques
Cette section ne s'appuie pas, ou pas assez, sur des sources secondaires ou tertiaires indépendantes du sujet.

Pour l'améliorer, ajoutez-en, ou placez des modèles {{Source secondaire souhaitée}} ou {{Source secondaire nécessaire}} sur les passages mal sourcés. (février 2024)
En mai 2023, le Conseil d'État donne raison au CRIIGEN et à d'autres requérants, dont des représentants du monde de l'apiculture, dans leur action contre un arrêté ministériel autorisant l'emploi de certains pesticides, et annule l'arrêté du ministre de l'agriculture autorisant l'emploi de produits contenant de l'imidaclopride ou du thiaméthoxame.